# Pizza-ghetti
Le pizza-ghetti est un plat originaire du Québec. Le plat est composé d'une ou deux portions de pizza lesquelles sont accompagnées de spaghettis. Une variante place les spaghettis dans la pizza, sous le fromage fondu. Bien que la pizza et le spaghetti soient des plats de la cuisine italienne, leur combinaison n'est pas connue en Italie.

## Commercialisation
Le pizza-ghetti est d'abord commercialisé par l'entreprise La Belle Province. La popularité du plat s'est tellement répandue que Kraft Foods Group a aussi commercialisé des macaronis goût pizza, puis Couche-Tard a commercialisé une Sloche portant le nom pizza-ghetti avec un thème de couleur rappelant le plat (la moitié pizza étant à la fraise, la moitié spaghetti au kiwi).

## Référence
1. 1 2  
Melissa Como, « Pire que la poutine : le pizzaghetti, roi du Québec », sur Vice, 20 juin 2013 (consulté le 26 février 2023).
2. ↑  « Pizza-Ghetti | Traditional Pizza From Quebec | TasteAtlas », sur www.tasteatlas.com (consulté le 1er avril 2021)